# べる。
べる。（英語表記:VeLL）は、京都府出身の日本の5人組ロックバンド。

## 概要
- 2012年、ボーカル凛人を中心に京都市内で結成。
- バンド名「べる。」は、自分達の存在を多くの人に知らしめるという意味をこめて「鐘」＝「べる。」からとられた。
- メンバーがV系アーティストの影響を受けていることもあり、楽曲のほとんどはテンポの速い激しいサウンドとネガティヴで暗い内容のものが多い。
- 2012年の活動開始より京都、滋賀を中心としたライブハウスで精力的にライブ活動を行う。
- 2014年4月26日、京都のロックバンドLEONALD主催の「LEONALIVE6」をもってべる。は活動を休止を発表。事実上これが解散ライブとなった。

## メンバー

### 凛人
- 名前の読み:リヒト
- 星座:牡羊座
- 血液型:不明
- ボーカル , プログラミング
- べる。のほぼ全ての楽曲の作曲を手掛ける。(「アネモネ」のみ魁が作詞、作曲を手掛けた。)
- 中学時代の友達の影響でギターを始め、次第に音楽に不思議な力を感じてバンド活動にのめりこんでいった。
- ギターは主にストラトタイプを愛用しているが、楽器に関しては「特にこだわりはない」とのこと。
- 若干ながらアイメイク等をしているが、本人は自身のスタイルについて「V系もどき」と自虐している。
- 京都人でありながらも、実は大阪の方が大好きで頻繁に新快速に乗り込み、大阪へ小旅行している。本人いわく「ビルがやばい」らしい。

### 魁
- 名前の読み:カイ
- 星座:牡羊座
- 血液型:不明
- ベース , プログラミング
- バンドのまとめ役。まれに作曲を手掛けることもある。
- 同じ高校に通っていたYUUKIの誘いでバンド活動を始めた。その当時のバンド名はドルディエ。
- 本人は演奏スタイルに関してはシドのベーシストの影響を大きく受けたと後に語っている。
- ダーツやビリヤードがとても好きで、時間があれば通っているらしい。

### YUUKI
- 名前の読み:ユウキ
- 星座:不明
- 血液型:不明
- ギター , プログラミング
- べる。の前身バンド、ドルディエを結成した中心人物。
- ギターは高速カッティングや速弾きなどのテクニカルな演奏を好む。
- ギターだけではなく、機械や車が好きで、整備士の資格を取得している。

## 作品

### デモ音源
|          | 発売日 | タイトル        |
| -------- | ------ | --------------- |
| 1st demo | 2013年 | アネモネ/ANSWER |
| 2nd demo | 2014年 | FAKE OUT        |